# Cathédrale Marie-Reine de Tenkodogo
Cette  cathédrale n’est pas la seule cathédrale Marie-Reine.
La cathédrale Marie-Reine de Tenkodogo au Burkina Faso est la cathédrale du diocèse de Tenkodogo de l’Église catholique.